# Vittsjö
Vittsjö est une localité de Suède dans la commune de Hässleholm en Scanie.
Sa population était de 1 841 habitants en 2019.

## Histoire
Pendant la guerre de Kalmar, la bataille de Vittsjö s'y déroula en 1612. Durant la bataille, le roi suédois récemment couronné Gustave II Adolphe s'est presque noyé en se repliant devant les forces danoises.